# József Kürschák

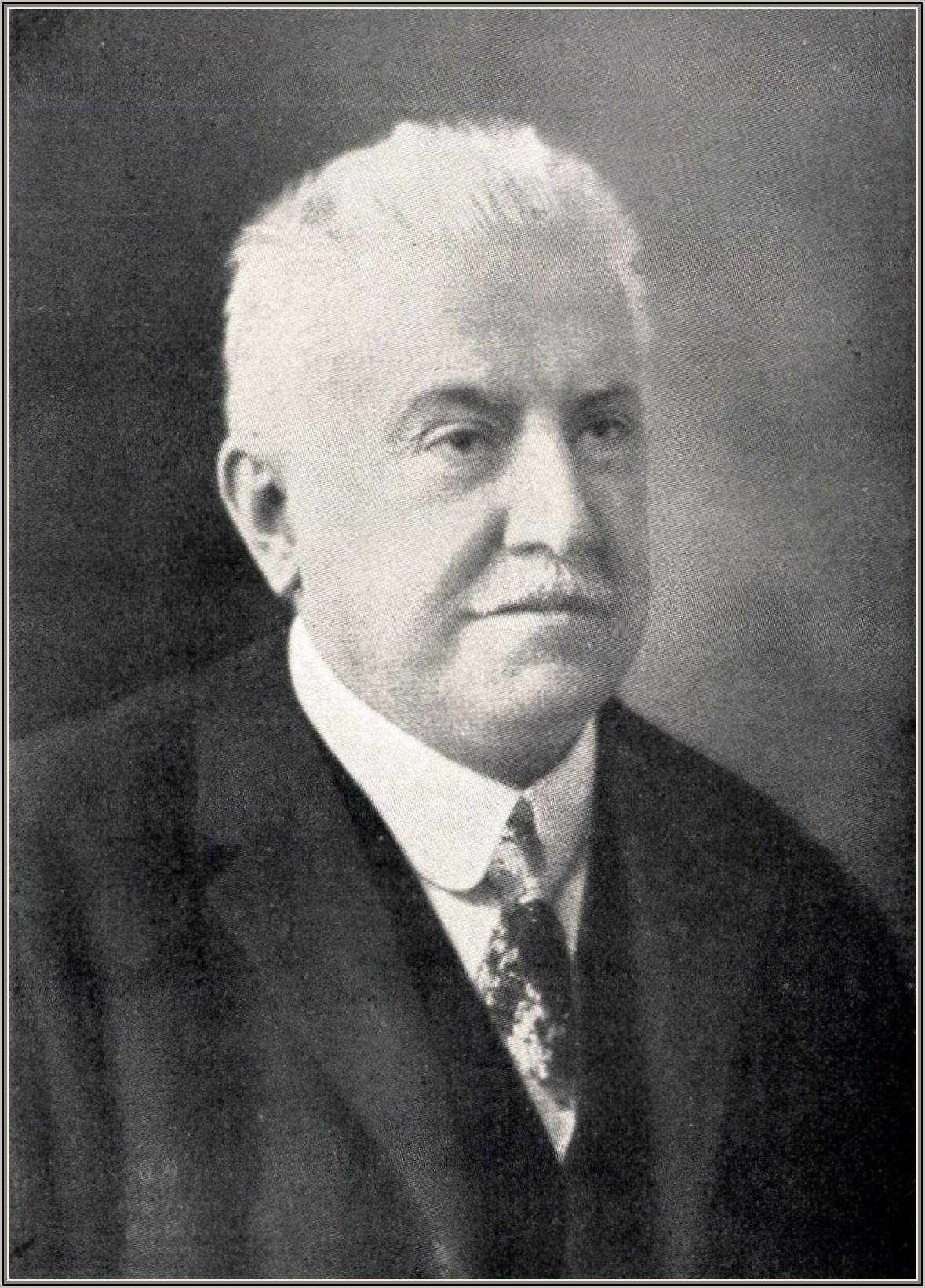
József Kürschák, Porträt

József Kürschák (* 14. März 1864 in Budapest; † 26. März 1933 ebenda) war ein ungarischer Mathematiker.

## Leben und Wirken
József Kürschák studierte 1881 bis 1886 an der Technischen Hochschule Budapest und wurde Lehrer für Mathematik und Physik. Zwei Jahre unterrichtete er in einem Ort in der Slowakei. Danach ging er wieder an die Technische Hochschule, wo er 1890 promoviert wurde und ab 1891 dem Lehrkörper angehörte. 1900 wurde er dort Professor. Er war einer der Begründer des speziellen, an Problemen orientierten und auf Wettkampf unter den Studenten und Schülern Wert legenden ungarischen Unterrichtsstils.
Er begründete 1912 auf dem Internationalen Mathematikerkongress in Cambridge mit seinem Vortrag (und seinem Aufsatz im Journal für die reine und angewandte Mathematik 1913) die Bewertungstheorie der Körper, wobei das Wort „Bewertung“ auch von Kürschák eingeführt wurde. Kürschák bewies darin, dass jeder bewertete Körper {\displaystyle K} eine Erweiterung {\displaystyle L} besitzt, die algebraisch abgeschlossen und vollständig ist. Seine Motivation kam von Kurt Hensel und seinen {\displaystyle p}-adischen Zahlen, die Kürschák auf eine gesicherte Grundlage stellen wollte.
1898 gab er einen rein geometrischen Beweis, dass die Fläche eines in den Einheitskreis eingeschriebenen Zwölfecks gleich drei ist. Kürschák untersuchte auch die partiellen Differentialgleichungen der Variationsrechnung.
Zu seinen Studenten zählen John von Neumann, Rózsa Péter und Dénes König.
1897 wurde er in die Ungarische Akademie der Wissenschaften aufgenommen.